# 津高町
津高町（つだかちょう）は、かつて岡山県御津郡にあった町である。1971年（昭和46年）1月8日に岡山市に編入され廃止された。現在は同市北区の津高地域となっている。

## 歴史
古くは大部分が備前国津高郡津高郷に属した。応仁・文明の頃から松田氏が支配し、1600年（慶長5年）には小早川秀秋、1603年（慶長8年）には池田忠継が岡山藩主に封ぜられ、以後池田氏の所領となり明治維新に至った。
1889年（明治22年）6月1日の町村制施行により、野谷村・馬屋上村・横井村が発足した。1953年（昭和28年）にこれら3村の合併が検討されたが実現には至らず、1955年（昭和30年）に野谷村と馬屋上村が合併して津高村が発足した。その後、岡山市への編入を前提として津高村と横井村との合併が協議され、1959年（昭和34年）に津高町が発足した。
1971年1月8日、津高町は岡山市に編入合併され、町制時の12大字のうち中原は津高と改称して他の11大字とともに同市の大字に継承された。

### 沿革
- 1889年（明治22年）6月1日 町村制施行。
  - 栢谷村・吉宗村・菅野村が合併して津高郡野谷村が発足。
  - 三和村・富吉村・田原村・日応寺村が合併して津高郡馬屋上村が発足。
  - 中原村・富原村・横井上村・田益村が合併して津高郡横井村が発足。
- 1900年（明治33年）4月1日 津高郡が御野郡と合併して御津郡となる。
- 1953年（昭和28年）7月1日 野谷村に御津町高野の一部を編入。
- 1955年（昭和30年）3月1日 野谷村と馬屋上村が合併して津高村が発足。
- 1959年（昭和34年）2月1日 津高村と横井村が合併して津高町が発足。
- 1971年（昭和46年）1月8日 津高町が岡山市に編入される。
- 2009年（平成21年）4月1日 岡山市が政令指定都市に移行し、津高の行政区は北区となる。

## 人口
| \| 1950年（昭和25年） \| 8,610人 \| \| \| 1955年（昭和30年） \| 8,510人 \| \| \| 1960年（昭和35年） \| 8,369人 \| \| \| 1965年（昭和40年） \| 8,108人 \| \| \| 1970年（昭和45年） \| 8,471人 \| \| |         |  |
| 総務省統計局 / 国勢調査（1970年） |         |  |
| 1950年（昭和25年） | 8,610人 |  |
| 1955年（昭和30年） | 8,510人 |  |
| 1960年（昭和35年） | 8,369人 |  |
| 1965年（昭和40年） | 8,108人 |  |
| 1970年（昭和45年） | 8,471人 |  |